# Bab's Matinee Idol
Bab's Matinee Idol (bra Desapontamento) é um filme norte-americano de 1917, do gênero comédia romântica, dirigido por J. Searle Dawley, com roteiro de Margaret Turnbull baseado no conto "Bab's Burglar", de Mary Roberts Rinehart publicado no Saturday Evening Post em 12 de maio de 1917.

## Elenco
- Marguerite Clark - Bab Archibald
- Helen Greene - Leila Archibald
- Isabel O'Madigan - Sra. Archibald
- Frank Losee - Sr. Archibald
- Nigel Barrie - Carter Brooks
- William Hinckley -
- Cyril Chadwick - Page Beresford
- Leone Morgan - Jane Raleigh
- Vernon Steele - Adrian Egleston
- George Odell
- Daisy Belmore - Hannah